# Bandeira do povo hispânico

Bandeira da "hispanidad".

A Bandeira do povo hispânico (Bandera de la Raza Hispánica, no original em espanhol) é um pendão representativo de todos os países hispânicos das Américas. Foi criada por Ángel Camblor, capitão do Exército do Uruguai, em razão de um concurso continental organizado por Juana de Ibarbourou, em 1932, com o objetivo de dotar tais povos sob uma bandeira.
O lema que acompanha a bandeira, desde sua criação, é "Justiça, União, Paz e Fraternidade", valores que Camblor assinalou como representativo dos hispanos.

## Simbologia
O branco simboliza a paz; o Sol oculto relembra o deus Inti, da mitologia incaica, como o despertar do continente americano; as três cruzes representam as caravelas com que Cristóvão Colombo descobriu a América (Santa Maria, Pinta e Niña). A cor púrpura das cruzes aludem ao colorido emblemático da coroa de Castela.

## Uso
Esta bandeira foi exposta a primeira vez na quinta-feira, 12 de outubro de 1933, e foi oficialmente adotada por todos os estados da América espanhola, como símbolo representativo da Conferência Panamericana, realizada neste mesmo ano, no Uruguai.